# Ливингстон (округ, Нью-Йорк)
Округ Ливингстон (англ. Livingston County) — округ штата Нью-Йорк, США. Население округа на 2000 год составляло 64330 человек. Административный центр округа — деревня Дженесио.

## История
Округ Ливингстон основан в 1821 году. Источник образования округа Ливингстон: округа Дженеси и Онтэрио.

## География
Округ занимает площадь 1657,6 км2.

## Демография
Согласно переписи населения 2000 года, в округе Ливингстон проживало 64330 человек. По оценке Бюро переписи населения США, к 2009 году население уменьшилось на 2.3%, до 62871 человек. Плотность населения составляла 37.9 человек на квадратный километр.